# Pyrrhia rutilago
Pyrrhia rutilago là một loài bướm đêm trong họ Noctuidae.